# Maryse Letarte
Pour les articles homonymes, voir Letarte.
Maryse Letarte est une auteure-compositrice-québécoise révélée au public avec son album Des pas dans la neige, paru en 2008.

## Biographie
Fille cadette du professeur de mathématiques Jean-Marc Letarte, Maryse obtient un DEC en piano classique et un DEC en composition et arrangements au Cégep Saint-Laurent. Elle s'envolera ensuite à la Grove School of Music à Los Angeles pour y parfaire ses compositions. En 1993, elle enregistre un album sous le pseudonyme Rita-Rita chez les Disques KM dirigée par le producteur Gerry Plamondon et son associé Richard Loiselle. Maryse Letarte prend ensuite une pause pour revenir en avril 2001 sur l'étiquette Musicomptoir de Raymond Paquin avec l'album En dedans réalisé sous son vrai nom. Un an plus tard, elle reprend les droits sur cet album. Le deuxième tirage sort en décembre 2002 sur le réseau de Distribution Select. En août 2004, les Disques MJM deviennent les Disques Rococo avec la parution de l'album Le motif. Mais en 2008, l'album Des pas dans la neige, mis sur le marché par les Disques Artic de Raymond Duberger, fera connaître Maryse du grand public. Un autre album connaîtra le même succès deux ans plus tard et s'appelle Ni le feu, ni le vent.

## Discographie
- 1993: Rita-Rita (Musique Kasma)
- 2001: En dedans (Musicomptoir)
- 2002: En dedans (deuxième tirage, Les Disques MJM)
- 2004: Le motif (Disques Rococo)
- 2008: Des pas dans la neige (Disques Rococo/Disques Artic)
- 2010: Ni le feu, ni le vent (Disques Rococo/Disques Artic)
- 2015: La Parade (Disques Rococo)